# 1998 Titius
1998 Titius è un asteroide della fascia principale. Scoperto nel 1938, presenta un'orbita caratterizzata da un semiasse maggiore pari a 2,4196479 UA e da un'eccentricità di 0,0642182, inclinata di 7,62652° rispetto all'eclittica.
L'asteroide è dedicato all'astronomo tedesco Johann Daniel Titius.